# Carolyn Craig

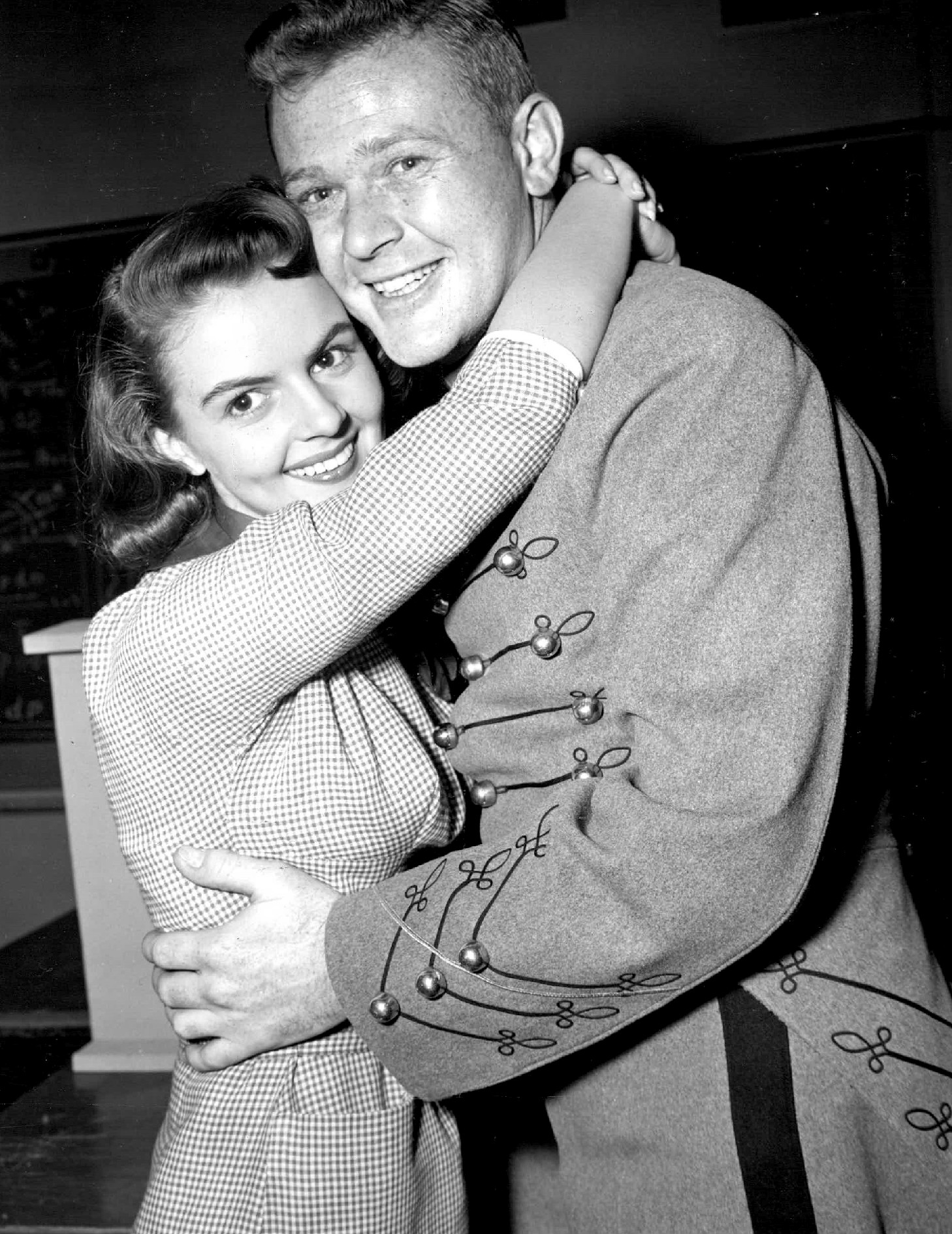
Craig y Martin Milner en la serie de televisión The West Point Story (1956)

Carolyn Craig (nacida como Adele Ruth Crago; 27 de octubre de 1934 – 12 de diciembre de 1970) fue una actriz estadounidense conocida por interpretar a Nora Manning en la película de terror de 1959 House on Haunted Hill, de William Castle.

## Carrera

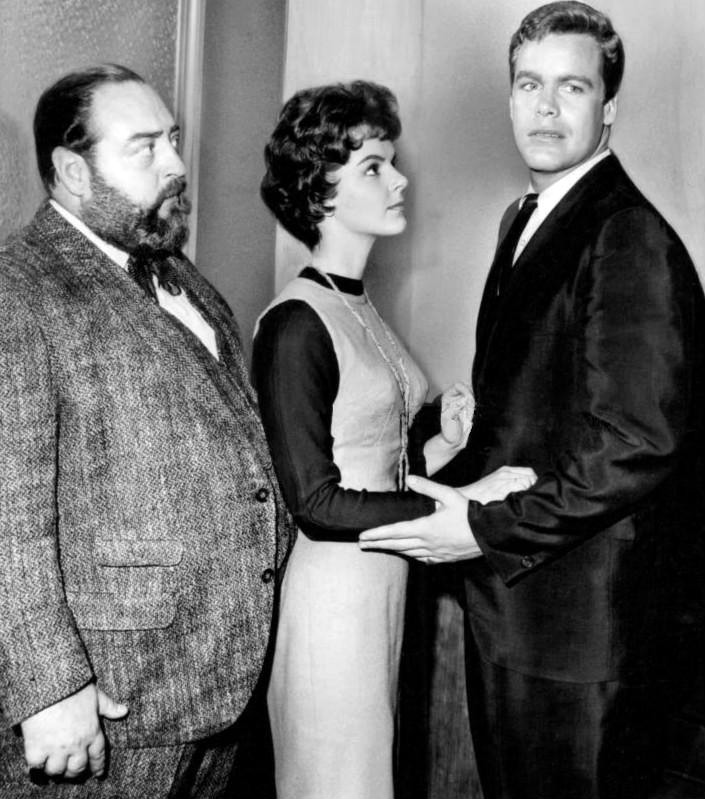
Sebastian Cabot, Craig, y Doug McClure en Checkmate (1962)

Craig empezó a actuar en el Community Playhouse en Santa Barbara, California. Hizo su debut cinematográfico en Giant (1956) como Lacey Lynnton. En 1957 apareció en la película de cine negro Portland Exposé como Ruth Madison. También fue la segunda protagonista femenina de la película de wéstern Apache Territory (1958).
A veces conocida como Caroline Craig, también hizo numerosas apariciones como actriz invitada en televisión, incluido un papel recurrente en la telenovela General Hospital. Craig hizo una aparición como invitada en el cuarto episodio de la serie de televisión Perry Mason; interpretó a Helen Waters en "The Case of the Drowning Duck". Craig también hizo una aparición como invitada en el episodio 3 de la temporada 1 "End of a Young Gun" de The Rifleman en octubre de 1958, interpretando a Ann Bard, una joven que despertó el interés de Will Fulton, interpretado por Michael Landon.
El 8 de abril de 1958, Craig interpretó a Edna Granger, una joven con un interés romántico no correspondido por el ayudante del sheriff Wyatt Earp, en la serie wéstern The Life and Legend of Wyatt Earp.
El 9 de abril de 1962, Craig interpretó el papel de Kitty McAllen en el episodio "The Fortune Hunter" de la serie wéstern Laramie.

## Vida personal y muerte
En 1957, Craig se casó Charles E. Graham. En 1959, nació su hijo, Charles Edward Graham II.
Tras divorciarse de Graham en 1961, se casó con Arthur Francis Bryden, unión que duró hasta abril de 1970. Ese mismo año, el 12 de diciembre, Craig murió en Los Ángeles de una herida de bala autoinfligida.

## Filmografía
| Año  | Título                         | Papel             | Notas                                                                  |
| ---- | ------------------------------ | ----------------- | ---------------------------------------------------------------------- |
| 1956 | Giant                          | Lacy Lynnton      |                                                                        |
| 1956 | Annie Oakley                   | Della Forsyth     | Temporada 3, Episodio 4: "Annie and the Twisted Trails"                |
| 1957 | Fury at Showdown               | Ginny Clay        |                                                                        |
| 1957 | A Face in the Crowd            | Redheaded Filly   | Sin acreditar                                                          |
| 1957 | Portland Exposé                | Ruth Madison      |                                                                        |
| 1957 | Gunsight Ridge                 | Chica granjera    |                                                                        |
| 1957 | Annie Oakley                   | Penny Granger     | Temporada 3, Episodio 33: "Dude's Decision"                            |
| 1958 | Mr. Adams and Eve              | Joanie            | Temporada 2, Episodio 41: "Teenage Idol"                               |
| 1958 | Apache Territory               | Junie Hatchett    |                                                                        |
| 1959 | House on Haunted Hill          | Nora Manning      |                                                                        |
| 1960 | Studs Lonigan                  | Catherine Banahan |                                                                        |
| 1961 | The Many Loves of Dobie Gillis | Sally Bean        | Temporada 3, Episodio 9: "The Second Most Beautiful Girl in the World" |